# Zornella cryptodon
Zornella cryptodon är en spindelart som först beskrevs av Chamberlin 1920.  Zornella cryptodon ingår i släktet Zornella och familjen täckvävarspindlar. Inga underarter finns listade i Catalogue of Life.